# AiNA THE END
AiNA THE END（日語：アイナ・ジ・エンド，1994年12月27日—），是日本女歌手、舞者、词曲作家，為偶像团体BiSH前成员。出生于大阪府。

## 经历
4岁开始跳舞，高校毕业后经朋友推荐上京，以歌手身份发布歌曲作品，也作为舞者参加yucat的团体PARALLEL，2015年1月从PARALLEL毕业。此后参加了BiSH的海选，并成为了创始成员。
在BiSH中一直担任编舞，最初原因是因为在入团前就有过舞者经验。2016年12月因声带结节而手术并休养。2018年9月与Chicchi共同发布了个人出道作品《夜王子と月の姫/きえないで》。
2020年为电视剧《唯有在想死的夜晚》创作结尾曲。2020年末，作为创作歌手正式开始活动。2021年1月，为电视剧《匿名者 警视厅“键盘杀人”对策室》创作主题曲。2021年2月，发布首张原创专辑《THE END》。

## 作品
单曲
- 《夜王子と月の姫/きえないで》 （2018年9月19日）

EP
-  （2021年3月2日）

专辑
- 《THE END》 （2021年2月3日）
- 《THE ZOMBIE》 （2021年11月24日）

## 媒體演出

### 電台節目
- SCHOOL OF LOCK!內「Aina LOCKS！」單元（2021年4月5日－，TOKYO FM）